# Karl Seitz (Oberamtmann)
Karl Wilhelm August Seitz (* 15. Juli 1856 in Oberensingen; † 23. September 1944 in Schwäbisch Gmünd) war ein höherer württembergischer Beamter und Oberamtmann.

## Leben
Seitz, Sohn des Finanzrats Carl Christof Seitz und evangelischer Konfession, machte 1876 das Abitur. Von 1876 bis 1880 studierte er Regiminalwissenschaft in Tübingen. 1880 legte er die erste und 1881 die zweite höhere Dienstprüfung ab. Er war Mitglied der Studentenverbindung  AV Virtembergia Tübingen.
Seine erste berufliche Stellung war von 1880 bis 1881 die eines Probereferendärs beim Oberamt Rottweil und bei der Regierung des Jagstkreises in Ellwangen. Von Januar bis Juli 1882 war er stellvertretender Amtmann beim Oberamt Waldsee und von 1882 bis 1885 Amtmann beim Oberamt Reutlingen. Vom 4. August bis 14. November war Seitz Kollegialhilfsarbeiter bei der Regierung des Schwarzwaldkreises in Reutlingen. Ab 17. November 1885 wurde er Regierungsassessor (zweiter Beamter) bei der Stadtdirektion Stuttgart. Von 1888 bis 1892 war er Oberamtmann in Blaubeuren. Am 19. April 1892 wurde er nach längerer Krankheit mit der Wahrnehmung der Funktionen des Assessors bei der Regierung des Schwarzwaldkreises in Reutlingen unter Belassung des Oberamtmannsgehalts betraut. Am 1. November 1892 wurde ihm diese Assessorenstelle unter Vorbehalt des Titels „Oberamtmann“ übertragen. 1895–1900 war er Regierungsrat bei der Regierung des Neckarkreises in Ludwigsburg. 1900 wurde er zum Ministerialassessor mit Dienststellung eines Regierungsrates im Ministerium des Innern in Stuttgart ernannt. 1903 erhielt er Titel und Rang eines „Regierungsrates“ im Ministerium des Innern in Stuttgart. 1904 wurde er Vortragender Rat (wirklicher Ministerialrat) im Ministerium des Innern in Stuttgart. 1907 wurde er auf sein Ansuchen aus dem Staatsdienst unter Verleihung von Titel und Rang eines „Regierungsdirektors“ entlassen.

## Ehrungen
1889 wurde Karl Seitz die Karl-Olga-Medaille in Bronze für Verdienste um das Rote Kreuz verliehen und in demselben Jahr die Jubiläums-Erinnerungsmedaille. 1900 wurde er mit dem Ritterkreuz I. Klasse des Friedrichs-Ordens dekoriert und 1905 mit dem Ritterkreuz des Ordens der württembergischen Krone.